# Mós (Vila Verde)
Mós is een plaats (freguesia) in de Portugese gemeente Vila Verde en telt 321 inwoners (2001).